# Ibotensäure
Ibotensäure, auch Prämuscimol genannt, ist eine psychoaktive, nicht-proteinogene L-Aminosäure (racemisiert bei der Isolation), die in verschiedenen Pilzen aus der Gattung Wulstlinge vorkommt, beispielsweise im Fliegenpilz und Pantherpilz.

## Biologische Bedeutung

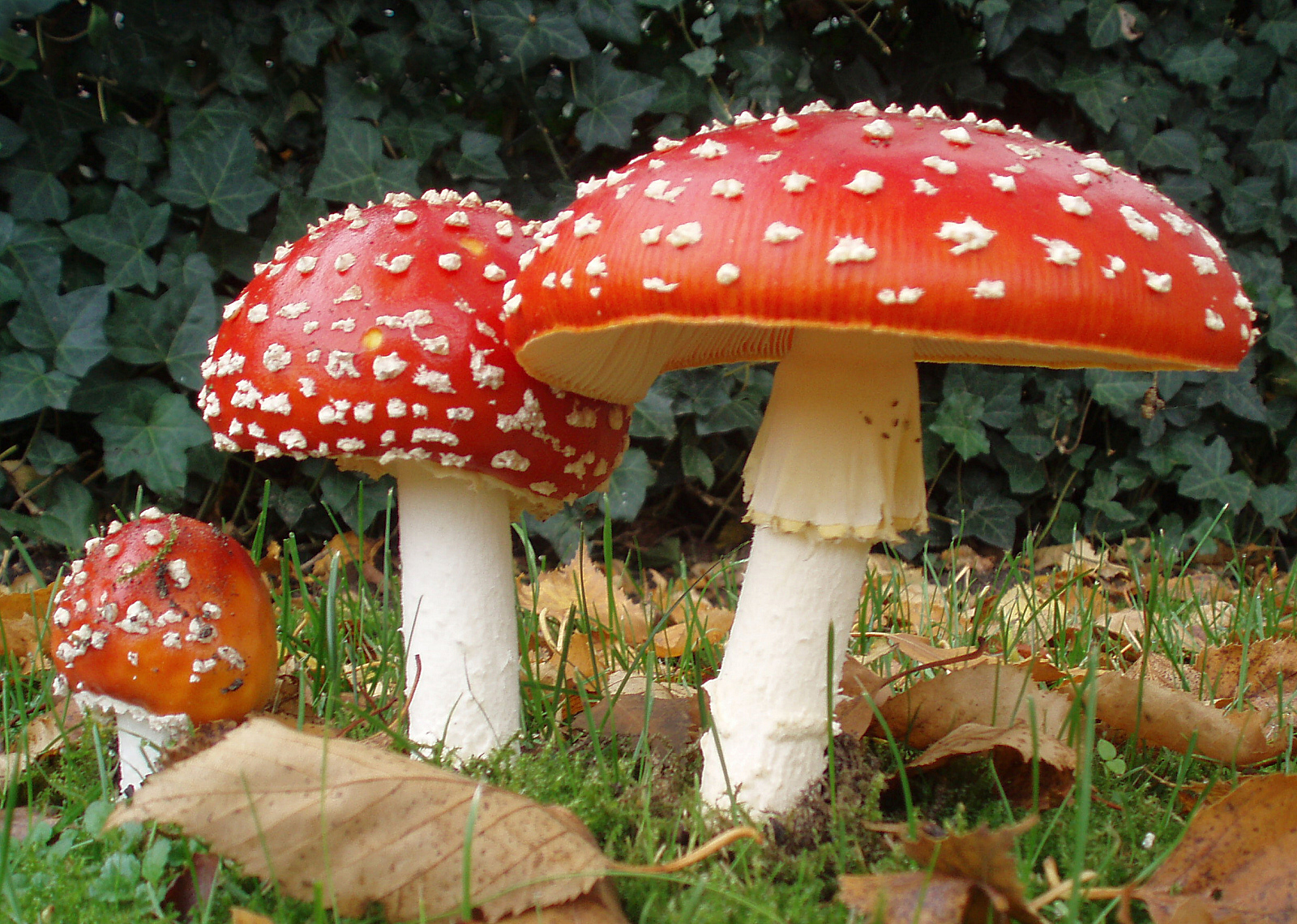
Das orangefarbene Pigment des Fliegenpilzes (Amanita muscaria L.) ist ein Betalain, und zwar ein Iminiumsalz der Ibotensäure und der Betalaminsäure.

Ibotensäure dient wie andere Pilzgifte der Abwehr von Fraßinsekten. Sie ist die metabolische Vorstufe von in Trockenpilzen enthaltenem Muscimol. Als Bestandteil der farbgebenden Komponenten der Fliegenpilzfarbstoffe wurde ein Ibotensäure-Betalaminsäure-Konjugat (Musca-aurin I), ein Betaxanthin, identifiziert.
Die Biosynthese der Ibotensäure beginnt höchstwahrscheinlich mit Hydroxylierung von Glutamat mithilfe einer Eisen/2-Ketoglutarat-abhängigen Oxygenase. Das gebildete threo-3-Hydroxyglutamat wird dann in mehreren enzymatischen Stufen in Ibotensäure umgewandelt.

## Analytik
Die sichere qualitative und quantitative Bestimmung der Ibotensäure gelangt nach angemessener Probenvorbereitung durch Kopplung der HPLC oder Gaschromatographie mit der Massenspektrometrie.

## Wirkung
Ibotensäure ist ein Pilzgift mit zentralnervöser Wirkung. Es führt anfänglich zu einer dem Alkoholrausch ähnlichen Symptomatik mit Gangunsicherheit, später zu motorischer Lähmung, aber auch zu Hyperkinese, Muskelkrämpfen und Delirium.
Ibotensäure bindet an Glutamatrezeptoren der Zunge und löst einen Umami-Geschmack aus.
Beim Garen sowie bei der Trocknung wandelt sich Ibotensäure durch Decarboxylierung in Muscimol um, dessen halluzinogene Wirkung deutlich stärker ist.